# That's My Baby (film 1926)

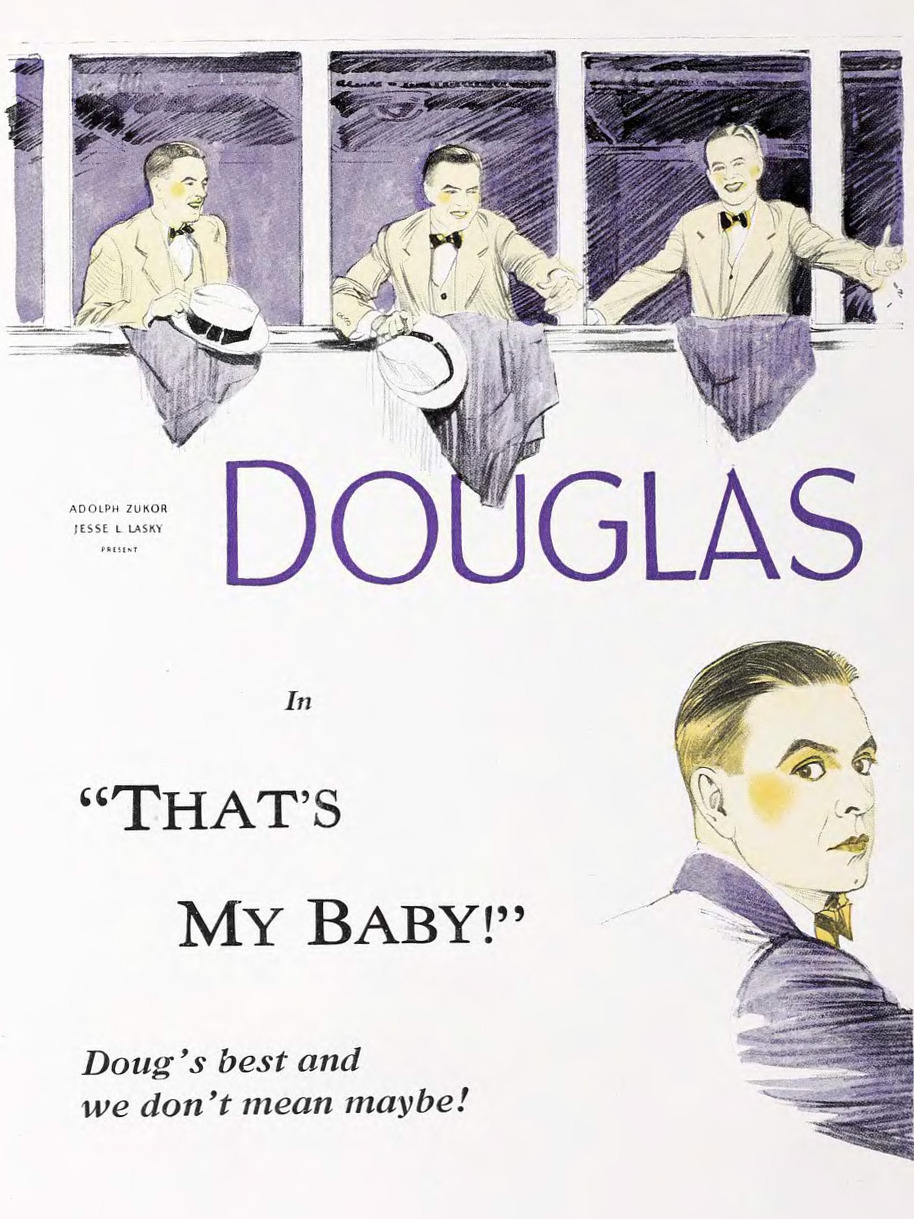
Pubblicità del film del 1925

That's My Baby è un film del 1926 diretto da William Beaudine.

## Trama
Alan Boyd, un uomo d'affari che sta per sposarsi, viene piantato dalla fidanzata alla vigilia delle nozze. Lui, allora, giura a sé stesso di non voler più avere niente a che fare con le donne. Rompe immediatamente il giuramento quando, un'ora più tardi, incontra Helen Raynor, la figlia di un suo concorrente. Ma il nuovo amore lo trascina in una serie di avventure bislacche provocate da Schuyler Van Loon, un rivale in amore, che cerca di far credere a tutti che Alan sia il padre di un bambino.

## Produzione
Il film fu prodotto dalla Famous Players-Lasky Corporation.

## Distribuzione
Distribuito dalla Paramount Pictures, uscì nelle sale cinematografiche USA il 19 aprile dopo essere stato presentato in prima a New York l'11 aprile 1926. Il 17 gennaio 1927, venne distribuito in Finlandia, il 20 ottobre dello stesso anno uscì anche in Portogallo con il titolo Quem é o Pai da Criança?.